# Етолія
38°37′00″ пн. ш. 21°24′00″ сх. д. / 38.616666666667° пн. ш. 21.4° сх. д.
Ето́лія (грец. Αιτωλία) — давня область у Середній Греції, населена племенами етолійців. 

## Історія
Оточена і перерізана горами, віддалена від основних культурних центрів, Етолія була однією з найвідсталіших областей Греції.
На заході межувала із Акарнанією по річці Ахелоос, на сході — з Локридою та Дорідою (по лінії, паралельній течії річки Евена (Евіноса, Εύηνος) і на схід від цієї річки), на півночі — з областю долопів (ΔόλοπεΔ) і амфілохів (Ἀμφίλοχοι, Амфілохією, Ἀμφιλοχία) та розділялася хребтом Панетолікон (Παναιτωλικόν) на дві частини: північну, дику й некультурну, населену варварськими племенами, та південну — плодючу і політично сильну, так звану Древню Етолію.
Мешканцями Етолії (етолійцями) була заселена Пелопоннеська область Еліда, зайнята, за переказами, етолійцем Оксілом, якому дорійці, при переселенні до Пелопоннеса, передали управління. На півдні Стародавньої Етолії знаходилися два згадувані в міфах міста Плеврон і Калідон (територія яких становила особливу область Еоліду) і з яких останній в епоху Пелопоннеської війни до 392 р. знаходився у володінні пелопоннеських ахейців.
Покритий лісом гірський ланцюг Аракінф відокремлює прибережну низовинну рівнину від внутрішньої, дуже родючої (μεγα πεδίον), з головним містом Фермом при Трихонійському озері. Північна частина країни (так звана Придбана Етолія) була населена іллірійськими племенами — аподотами, евританами, офіонами, калійцями, агрейцями, амфілохійцями (останні в різні часи вважалися належними то Епіру, то Акарнанії).
Вже у V ст. до н. е. три етолійські племена — аподоти, офіони та евритани — були згуртовані в союз; перші ж відомості про загальний етолійський союз (κοινόν τῶν Αίτωλῶν) сягають 322 р. до Р. Х. Пізніше до союзу приєдналися локри, ще пізніше — дельфійці, дорійці та частина Акарнанії (266 р.); 245 р. до нього приєдналися на деякий час беотійці, близько 229 р. — південні міста Фессалії; крім того, до нього належали деякі пелопоннесські міста та навіть деякі місцевості за межами грецького материка.
Активну політичну роль Етолія стала грати приблизно з середини 3 ст. до н. е., коли вона очолила Етолійський союз — об'єднання низки полісів областей Північної та Середньої Греції, а також частини Пелопоннесу. У 189 до н. е. завойована Римом.